# 1931년 전국체육대회 야구
1931년 전국체육대회 야구는 일제강점기 조선 경성부에서 개최된 1931년 전국체육대회의 경기 종목이다. '제12회 전조선야구대회'로 개최되었으며 1931년 6월 11일부터 6월 13일까지 경성운동장 야구장에서 개최되었다.

## 대회 진행
야구 종목은 1931년 6월 11일부터 6월 13일까지 일제강점기 조선 경성부에 있는 경성운동장 야구장에서 개최되었다. 소학부 종목에서는 공옥보통학교, 교동공립보통학교, 제동공립보통학교 등 3개 선수단이 참가하여, 공옥보통학교가 결승에서 제동공립보통학교를 상대로 8:5로 이기며 우승했다. 중학부 종목에서는 경신학교, 배재고등보통학교, 중앙고등보통학교, 휘문고등보통학교 등 4개 선수단이 참가하여, 결승에서 배재고등보통학교가 중앙고등보통학교를 18:1로 이기며 우승을 달성했다. 전문부 종목에서는 경성전기, 배재구락부, 연희전문학교, 월성단 등 4개 선수단이 참가하여, 결승에서 배재구락부가 연희전문학교를 상대로 9:4로 이기며 우승을 차지했다.

## 경기 결과

### 소학부
|  | 준결승           | 준결승       |                  |   | 결승 | 결승 |
|  |                  |              |                  |   |      |      |
|  |                  |              |                  |   |      |      |
|  |                  |              |                  |   |      |      |
|  | 교통공립보통학교 | 4            |                  |   |      |      |
|  | 교통공립보통학교 | 4            |                  |   |      |      |
|  | 제동공립보통학교 | 5            |                  |   |      |      |
|  | 제동공립보통학교 | 5            | 제동공립보통학교 | 5 |      |      |
|  |                  |              | 제동공립보통학교 | 5 |      |      |
|  |                  | 공옥보통학교 | 8                |   |      |      |
|  | 공옥보통학교     | 공옥보통학교 | 8                |   |      |      |
|  |                  |              |                  |   |      |      |
|  | 부전승           |              |                  |   |      |      |
|  |                  |              |                  |   |      |      |

### 중학부
|  | 준결승           | 준결승           |                  |     | 결승 | 결승 |
|  |                  |                  |                  |     |      |      |
|  |                  |                  |                  |     |      |      |
|  |                  |                  |                  |     |      |      |
|  | 휘문고등보통학교 | 2                |                  |     |      |      |
|  | 휘문고등보통학교 | 2                |                  |     |      |      |
|  | 중앙고등보통학교 | 3A               |                  |     |      |      |
|  | 중앙고등보통학교 | 3A               | 중앙고등보통학교 | 1   |      |      |
|  |                  |                  | 중앙고등보통학교 | 1   |      |      |
|  |                  | 배재고등보통학교 | 18A              |     |      |      |
|  | 배재고등보통학교 | 배재고등보통학교 | 18A              | 34A |      |      |
|  | 배재고등보통학교 |                  |                  | 34A |      |      |
|  | 경신학교         | 2                |                  |     |      |      |
|  | 경신학교         | 2                |                  |     |      |      |

### 청년부
|  | 준결승       | 준결승     |              |   | 결승 | 결승 |
|  |              |            |              |   |      |      |
|  |              |            |              |   |      |      |
|  |              |            |              |   |      |      |
|  | 경성전기     | 1          |              |   |      |      |
|  | 경성전기     | 1          |              |   |      |      |
|  | 연희전문학교 | 2          |              |   |      |      |
|  | 연희전문학교 | 2          | 연희전문학교 | 4 |      |      |
|  |              |            | 연희전문학교 | 4 |      |      |
|  |              | 배재구락부 | 9            |   |      |      |
|  | 월성단       | 배재구락부 | 9            | 2 |      |      |
|  | 월성단       |            |              | 2 |      |      |
|  | 배재구락부   | 16A        |              |   |      |      |
|  | 배재구락부   | 16A        |              |   |      |      |

## 참고 문헌
- 대한체육회 (1990). 《대한체육회 70년사》.
- 대한체육회 (2011). 《대한체육회 90년사》.
- “제12회 전국체육대회 야구 경기 결과”. 대한체육회.[깨진 링크(과거 내용 찾기)]